# Liste des évêques de Lincoln (Nebraska)
La liste des évêques de Lincoln recense les noms des évêques qui se sont succédé sur le siège épiscopal de Lincoln, dans le Nebraska, aux États-Unis, depuis la fondation du diocèse de Lincoln (Dioecesis Lincolnensis) le 2 août 1887, par détachement de celui d'Omaha.

## Sont évêques
- 9 août 1887-† 4 février 1911 : Thomas Bonacum
- 12 mai 1911-21 septembre 1917 : John Tihen (John Henry Tihen)
- 20 mars 1918-† 4 février 1923 : Charles O'Reilly (Charles Joseph O'Reilly)
- 23 décembre 1923-17 janvier 1930 : Francis Beckman (Francis Joseph Beckman)
- 30 juin 1930-† 9 mai 1957 : Louis Kucera (Louis Bénédict Kucera)
- 14 juin 1957-18 février 1967 : James Casey (James Vincent Casey)
- 29 mai 1967-24 mars 1992 : Glennon Flavin (Glennon Patrick Flavin)
- 24 mars 1992-14 septembre 2012 : Fabian Bruskewitz (Fabian Wendelin Bruskewitz)
- depuis le 14 septembre 2012 : James Conley (James Douglas Conley) (en retrait temporaire pour raisons médiacales depuis le 13 décembre 2019[1]). 
  - depuis le 13 décembre 2019 : George Lucas, archevêque d'Omaha, administrateur apostolique

## Sources
- (en) Fiche du diocèse sur le site catholic-hierarchy.org.